# Szadditu
Szadditu (akad. Šaddītu) – asyryjska księżniczka, córka Sennacheryba (704-681 p.n.e.) i siostra Asarhaddona (680-669 p.n.e.). W trakcie wykopalisk w Niniwie odkryto tabliczkę klinową będącą dokumentem prawnym poświadczającym, iż za cenę „ośmiu min srebra (według wagi) miny z Karkemisz” dokonała ona zakupu ziemi, domu, ogrodu i ludzi. Znany jest też datowany na 672 r. p.n.e. list w którym Nabu-nadin-szumi, nadworny królewski egzorcysta, skarży się Asarhaddonowi, iż Szumaja, inny egzorcysta, przeprowadził dla Szadditu rytuał wypędzenia zła z jej domu, nie zważając na to, iż to Nabu-nadin-szumi osobiście wyznaczony został przez króla do przeprowadzenia tego rytuału.